# Porsche Boxster
Вперше назва Boxster введена в 1996 р. компанією Porsche для позначення маленьких родстерів, які випускались під її маркою.

## Boxster (Тип 986)

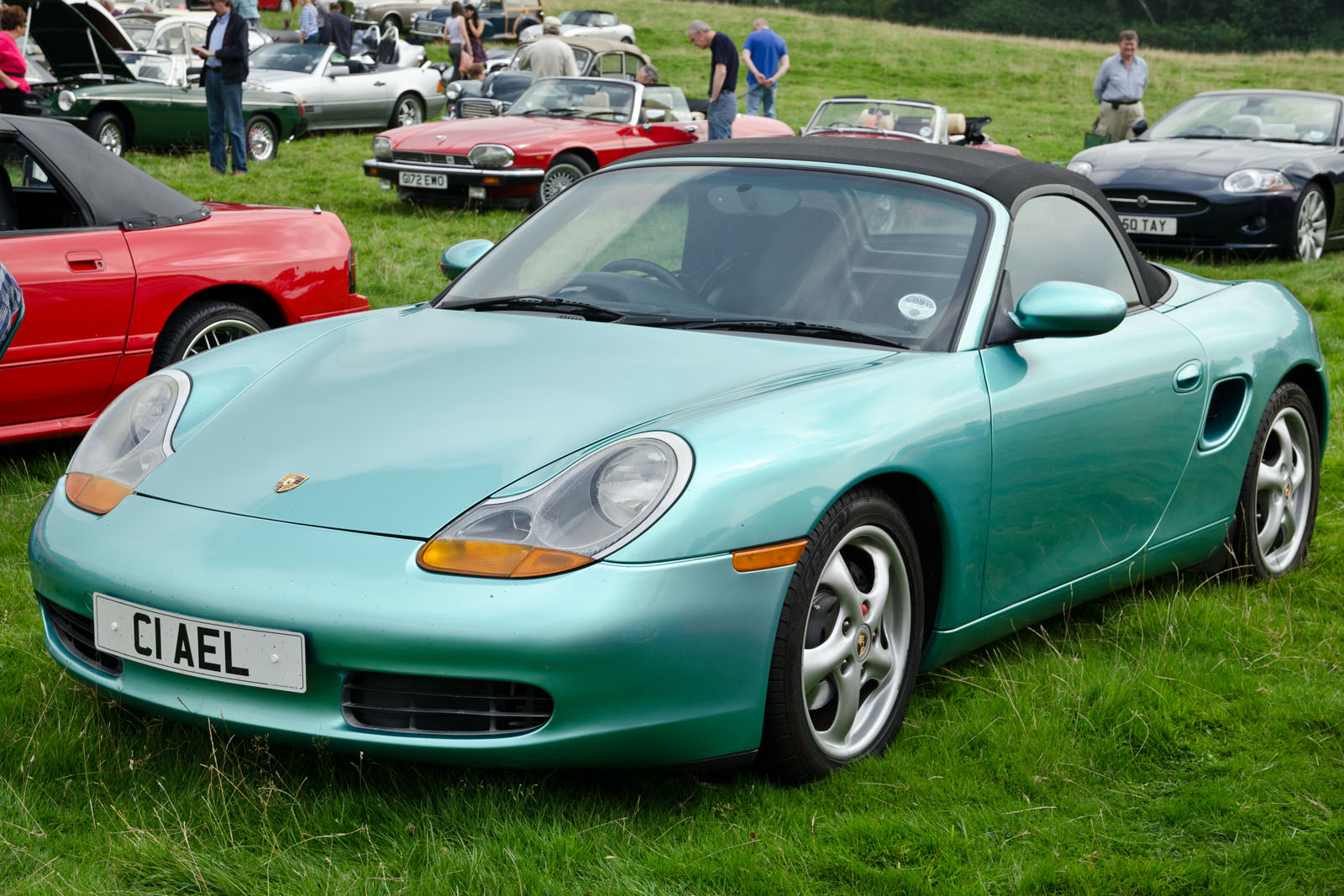
Porsche Boxster 1

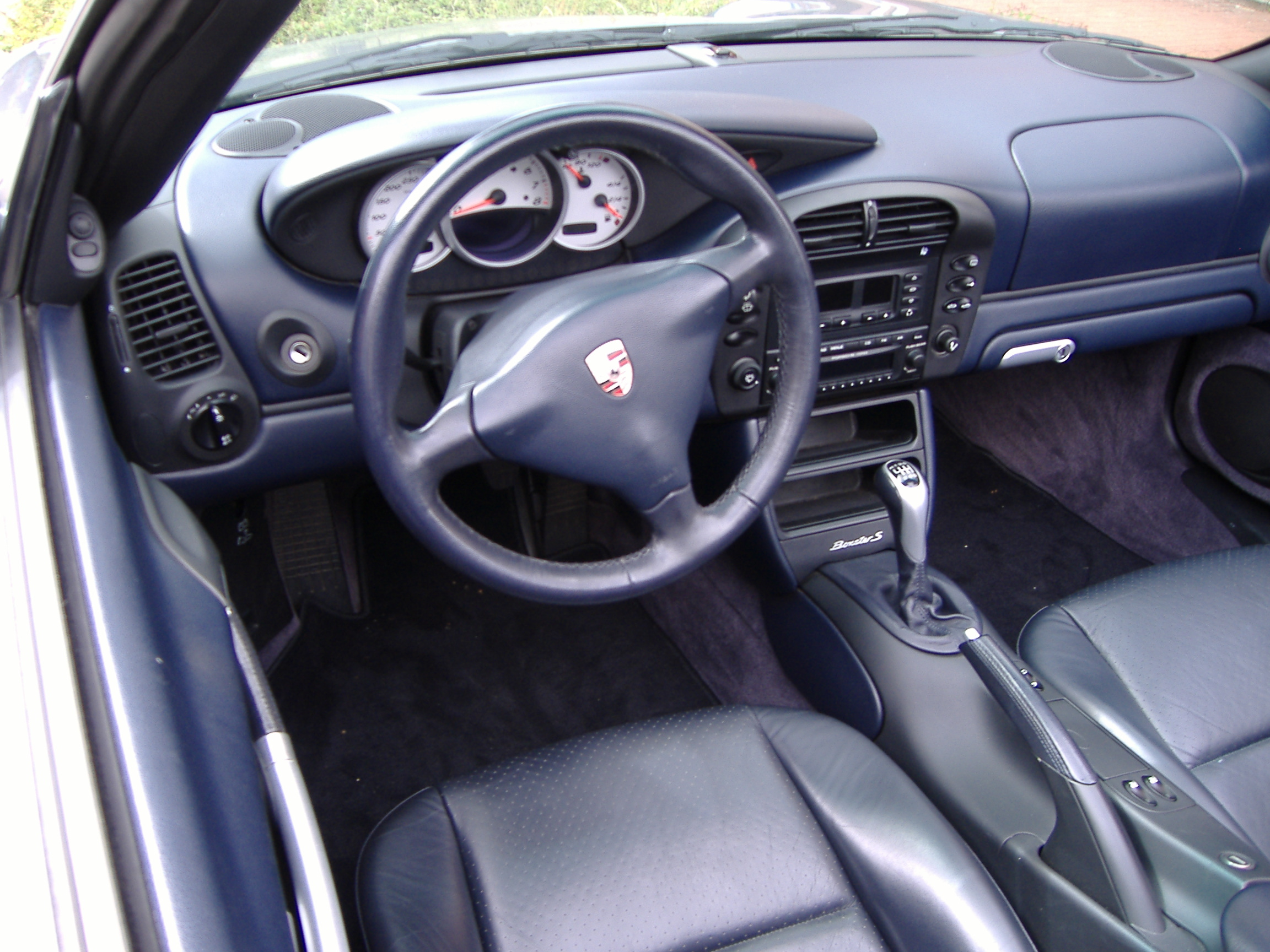

Porsche Boxster першого покоління  (Тип 986) з'явилася в 1996 році. На машину був встановлений 6-циліндровий опозитний бензиновий двигун об'ємом 2.5 літра потужністю 204 к.с. У автомобілі було використано 20-30% деталей від старшої моделі 911 (кузов 996), у тому числі елементи кузова і салону.
У 1999 році двигун замінили на новий двигун об'ємом 2.7 л потужністю 220 к.с.
У 2000 році з'явилася модифікація Porsche Boxster S, головною відмінністю якої став двигун об'ємом 3.2 літра потужністю 252 к.с. На замовлення можна було встановити знімний жорсткий дах (її назвали Speedster на честь модифікації машини Porsche 356). 

### Двигуни
- 2.5 L M96.20 Н6 (1996–1999)
- 2.7 L M96.22/M96.23 Н6 (1999–2004)
- 3.2 L M96.21/M96.24 Н6 (1999–2004)

## Boxster (Тип 987)

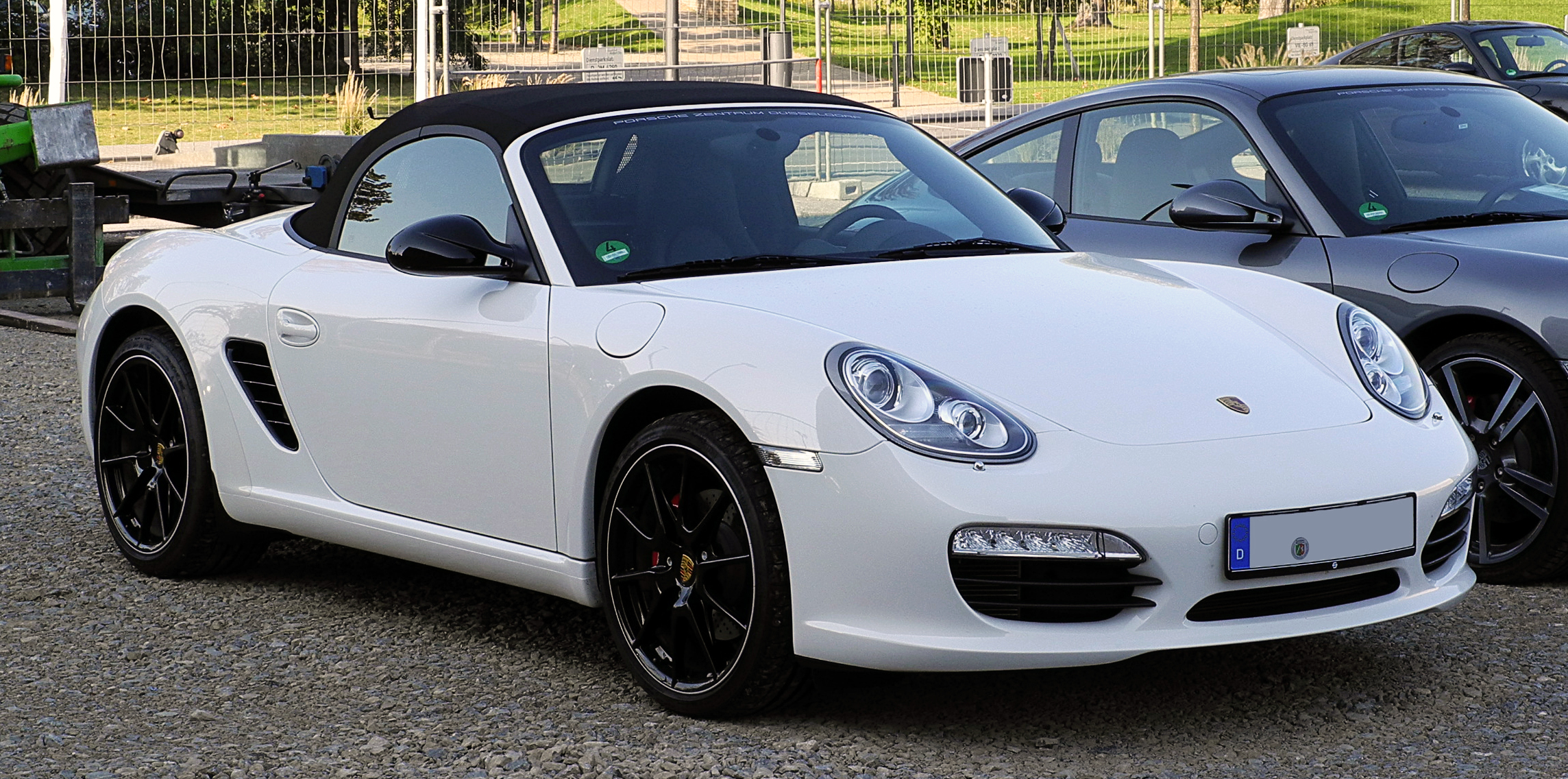
Porsche Boxster 2 (2009-2012)

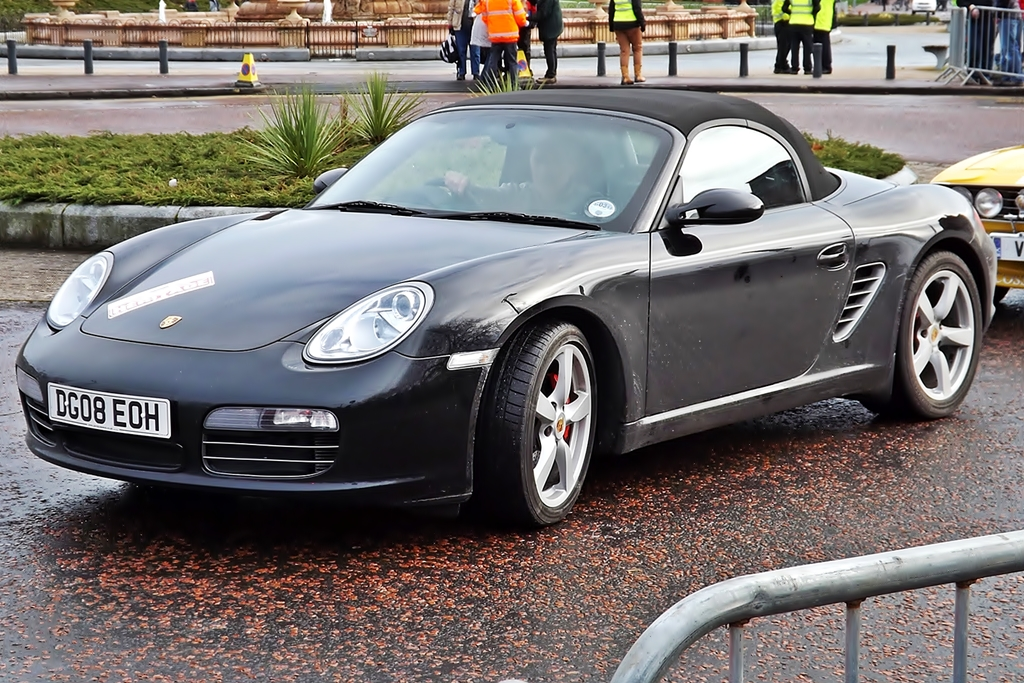
Porsche Boxster 2 (2004-2009)

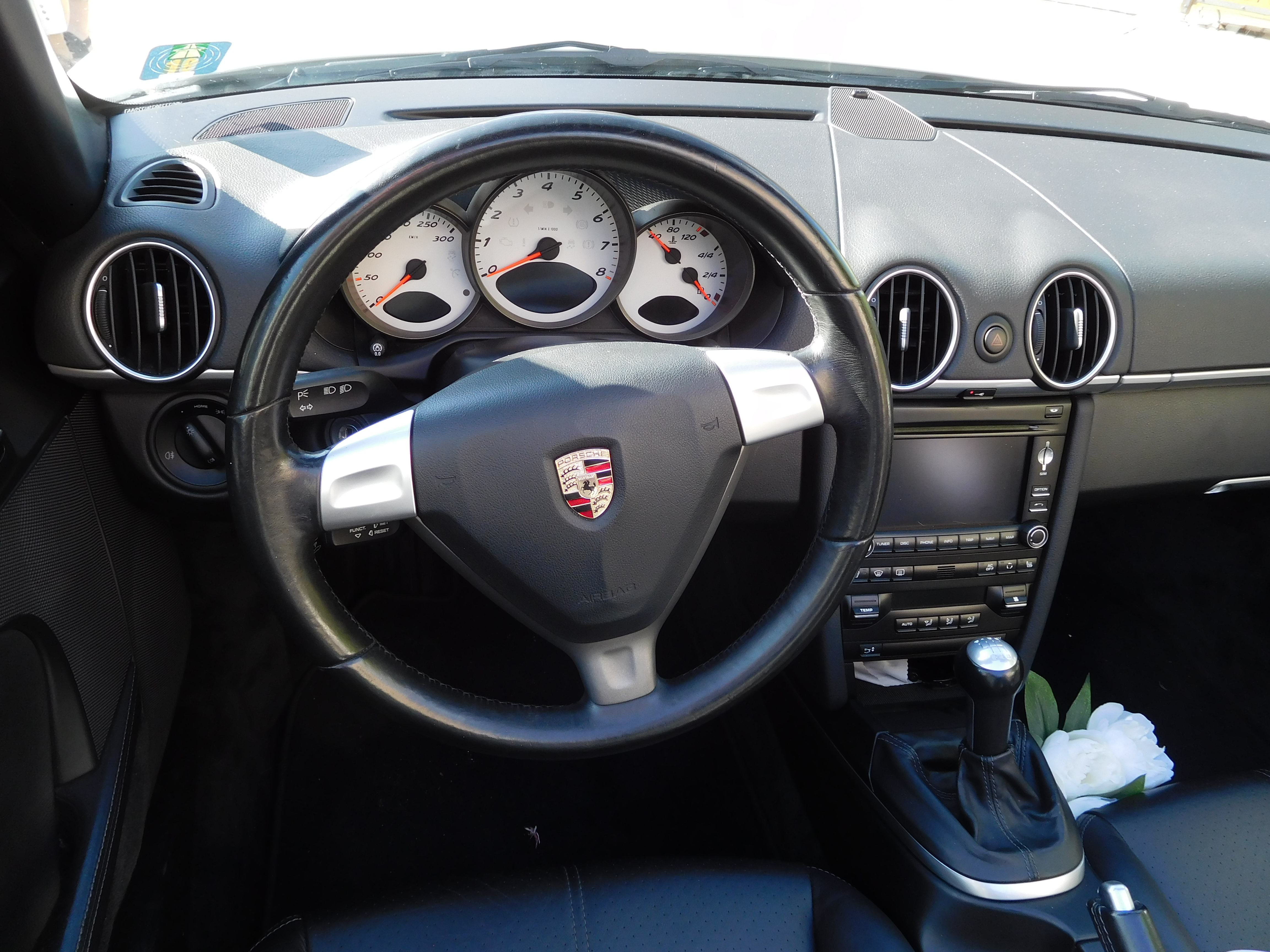

У 2004 році на зміну прийшла модель нового покоління Porsche Boxster (Тип 987). У нової машини були перероблені двигуни (потужність модифікації Boxster 2.7 л збільшилася на 25 к.с. до 240 к.с., а Boxster S 3.2 л на 43 к.с до 280 к.с., доопрацьовано шасі, а також змінено дизайн кузова і салону. Трохи пізніше з'явився автомобіль Porsche Cayman, який конструктивно багато в чому повторює Porsche Boxster, але має кузов купе, і позиціонується як окрема модель.
У 2009 році моделі отримали двигуни об'ємом 2.9 л потужністю 255 к.с. (Boxster) і 3.4 л потужністю 310 к.с. (Boxster S). В цей же час як опцію вони отримали 7-ступеневу роботизовану коробку передач з двома зчепленнями Porsche Doppelkupplung (PDK). Тоді ж з'явилася і версія Spyder з характерними горбами за спинками сидінь.

### Двигуни
- 2.7 L M96.25/M97.20 Н6 (2005–2008)
- 2.9 L M96.26/MA1.20 Н6 (2009–2012)
- 3.2 L M96.26 Н6 (2005–2006)
- 3.4 L M97.21/M97.22/MA1.21/MA1.22 Н6 (2007–2012)

## Boxster (Тип 981)

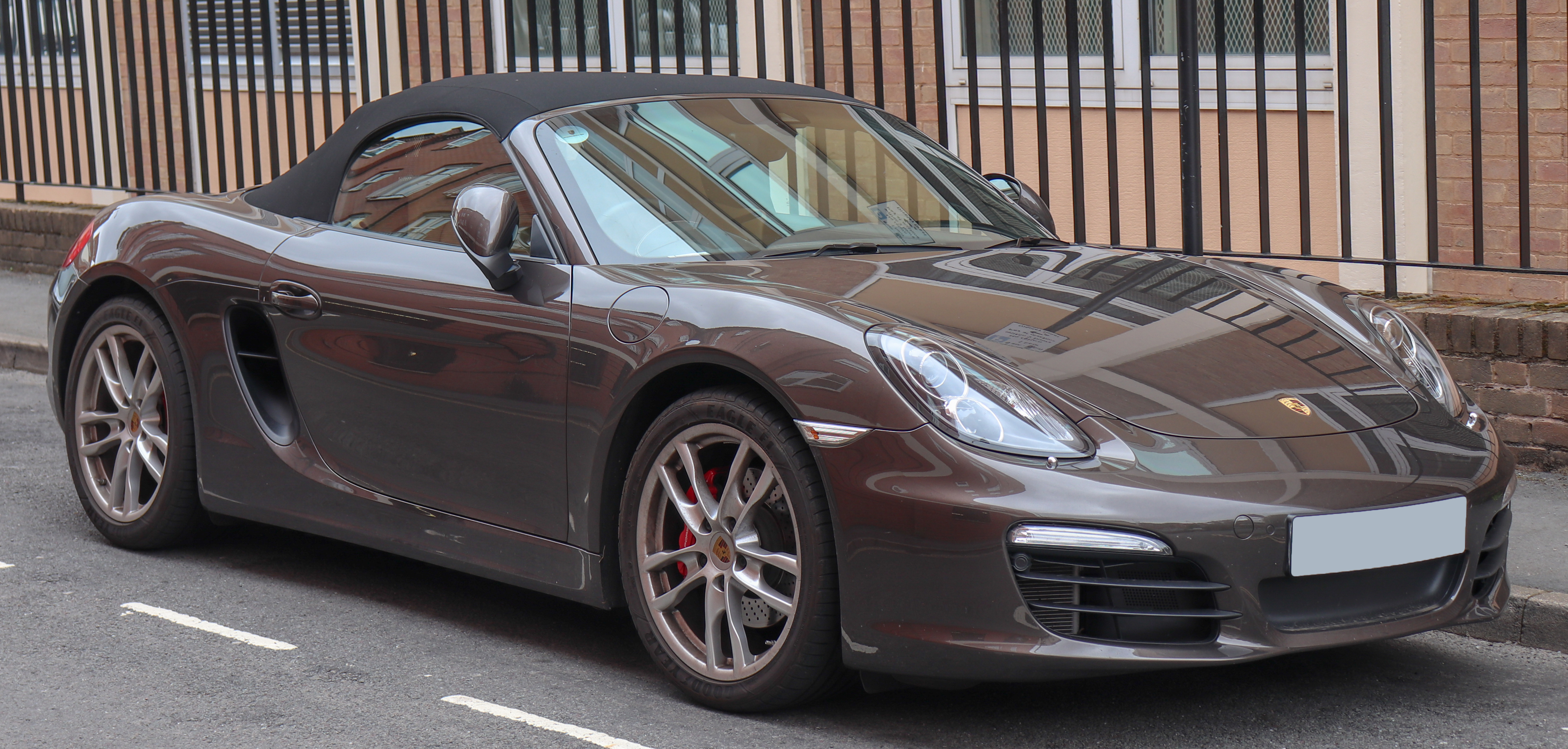
Porsche Boxster 3

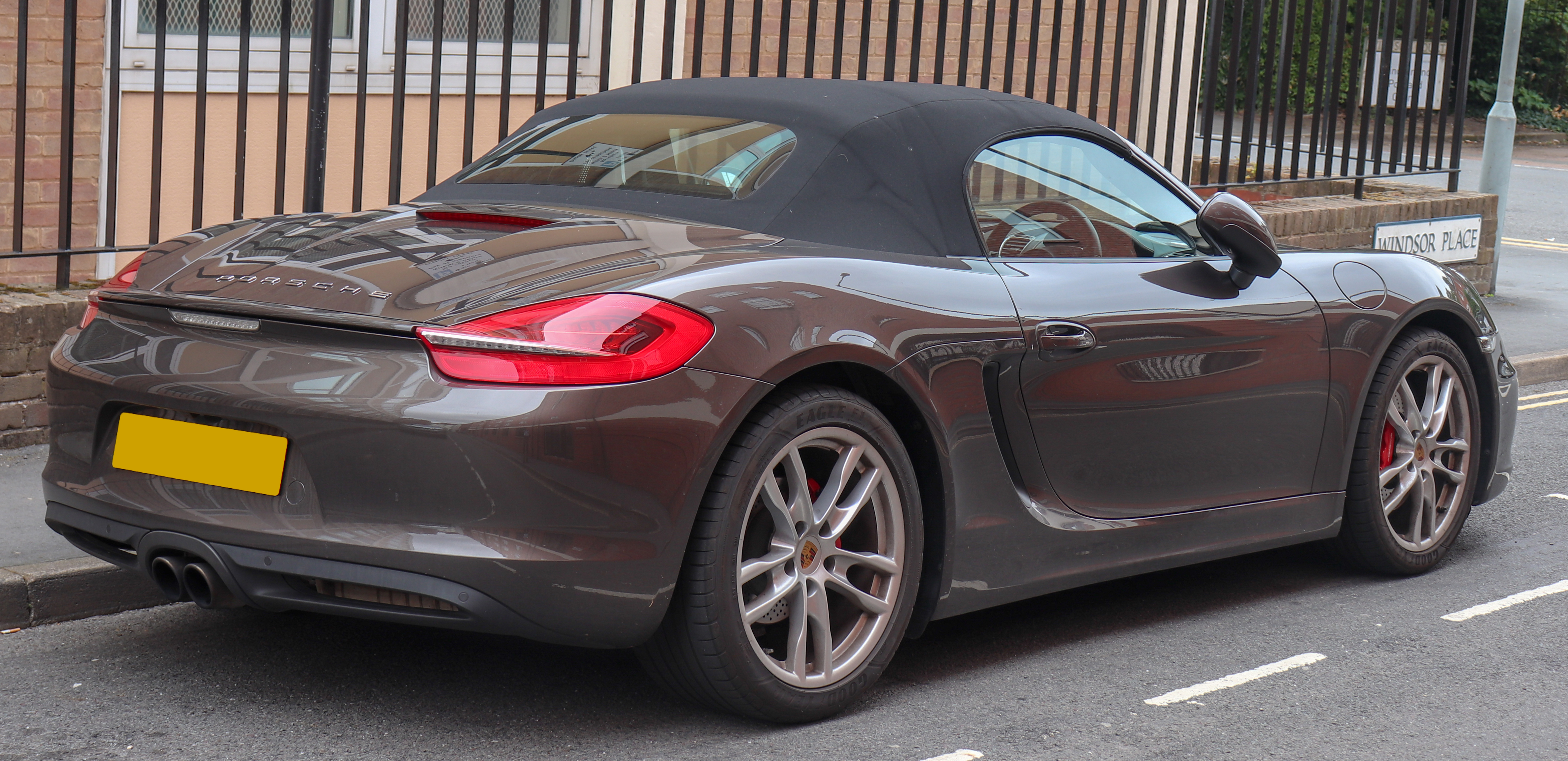
Porsche Boxster 3

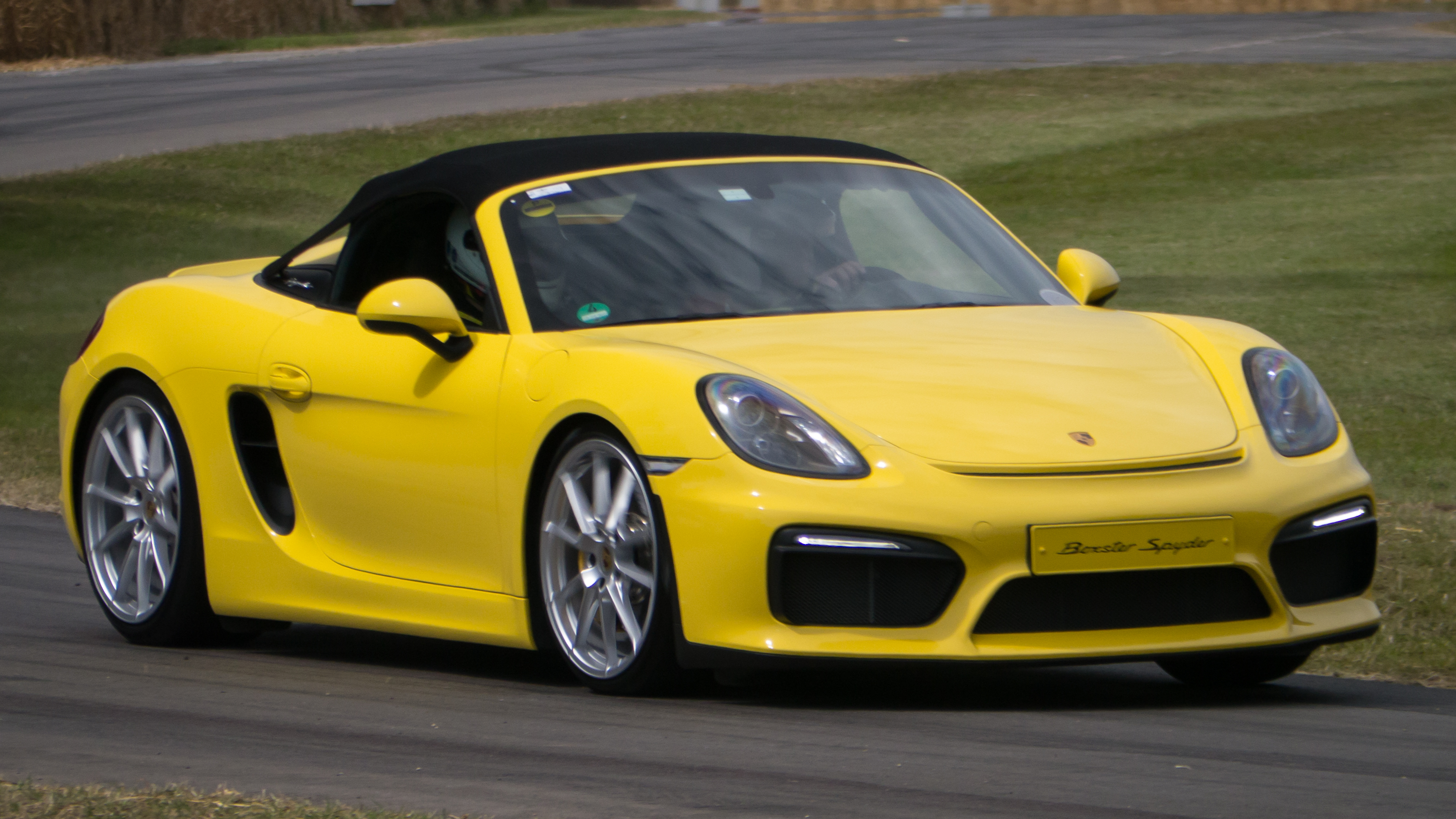
Porsche Boxster Spyder

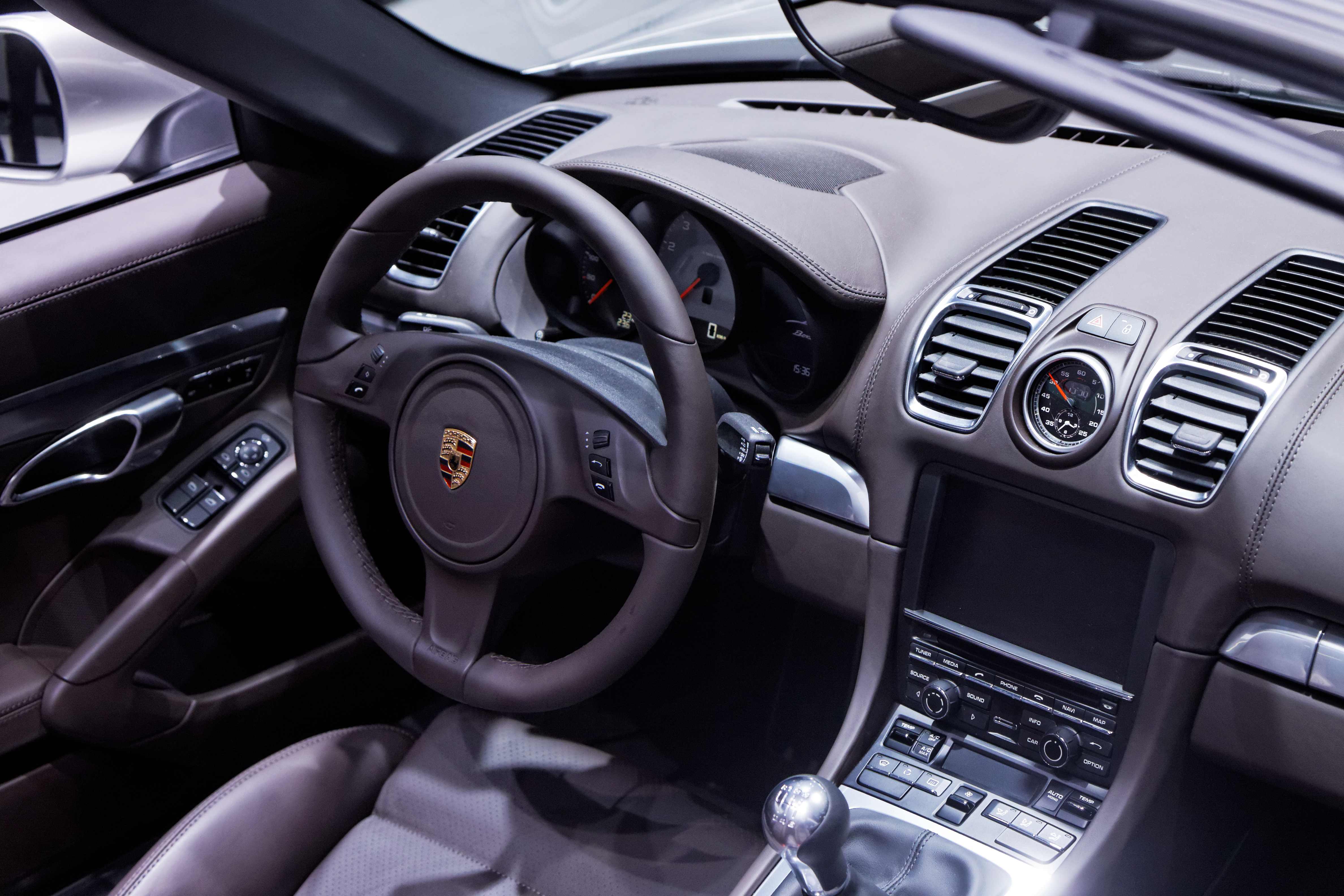

Третє покоління Porsche Boxster (Тип 981) вперше показали 12 січня 2012 року на офіційному сайті Porsche. Porsche показав новий зовнішній вигляд автомобіля, новий дизайн, схожий з 911 (991) і 918, модель також отримала двигун і коробку передач від них. Пізніше модель була представлена на Женевському автосалоні 2012 року. Porsche також оголосив, що нове покоління Boxster забезпечить витрату палива на 15% меншу в порівнянні з попередньою моделлю.
У 2012 році двигун Boxster знову отримав об'єм 2.7 літра, але зберіг свої 265 к.с., мотор версії Boxster S об'єм 3.4 літра підвищив віддачу до 315 сил, а зроблений на його базі Boxster GTS демонстрував уже 330 к.с. (з 2014 року).
Новий Boxster Spyder відрізняється від інших моделей обтічними бічними поглибленнями, які звужуються до задньої частини автомобіля. Крім того, м’який верх моделі Спайдер можна складати і розкладати вручну. Porsche Boxster 2016 року є останньою моделлю, яка комплектується 6-циліндровим двигуном без турбонаддува. Базова версія укомплектована 2,7-літровим двигуном з 6-ступінчастою коробкою передач і потужністю 265 к.с., що дозволяє цьому родстеру розганятися з 0 до 100 км/год за 5,5 секунд. Модифікація Boxster S оснащена більш потужним 3,4-літровим двигуном з 6-ступневою коробкою передач і потужністю 315 к.с., і розганяється така модель за 4,8 секунди. Модифікація GTS перевершує вищезазначену на 15 к.с. Але найвищу позицію займає модель Spyder, яка обладнана 3,8-літровим двигуном з 6-ступеневою коробкою передач і потужністю 375 к.с., і розганяється за 4,3 секунди. Всі моделі оснащені заднім приводом.

### Двигуни
- 2.7 L MA1.22 Н6
- 3.4 L MA1.23 Н6
- 3.8 L MA1.24 Н6

## 718 Boxster (Тип 982)

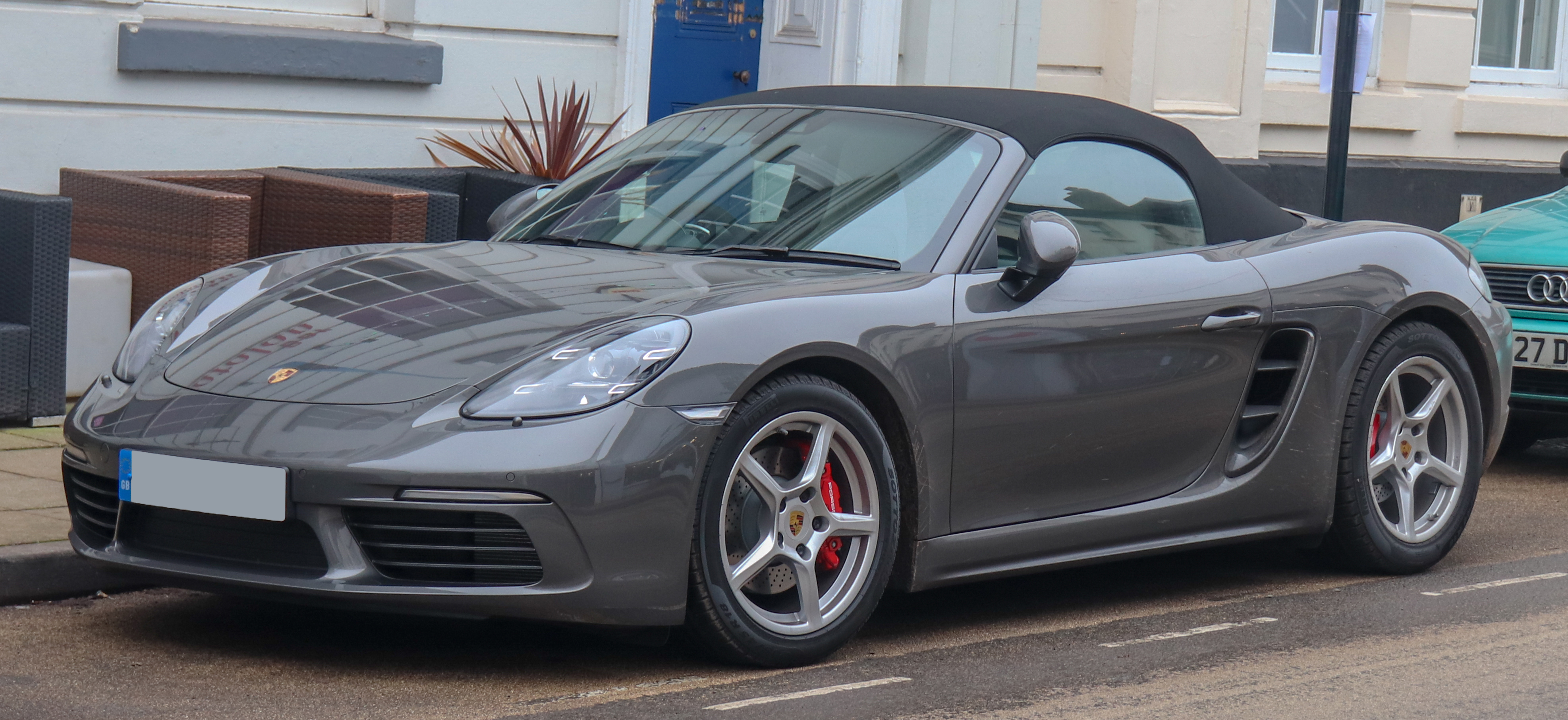
Porsche 718 Boxster S

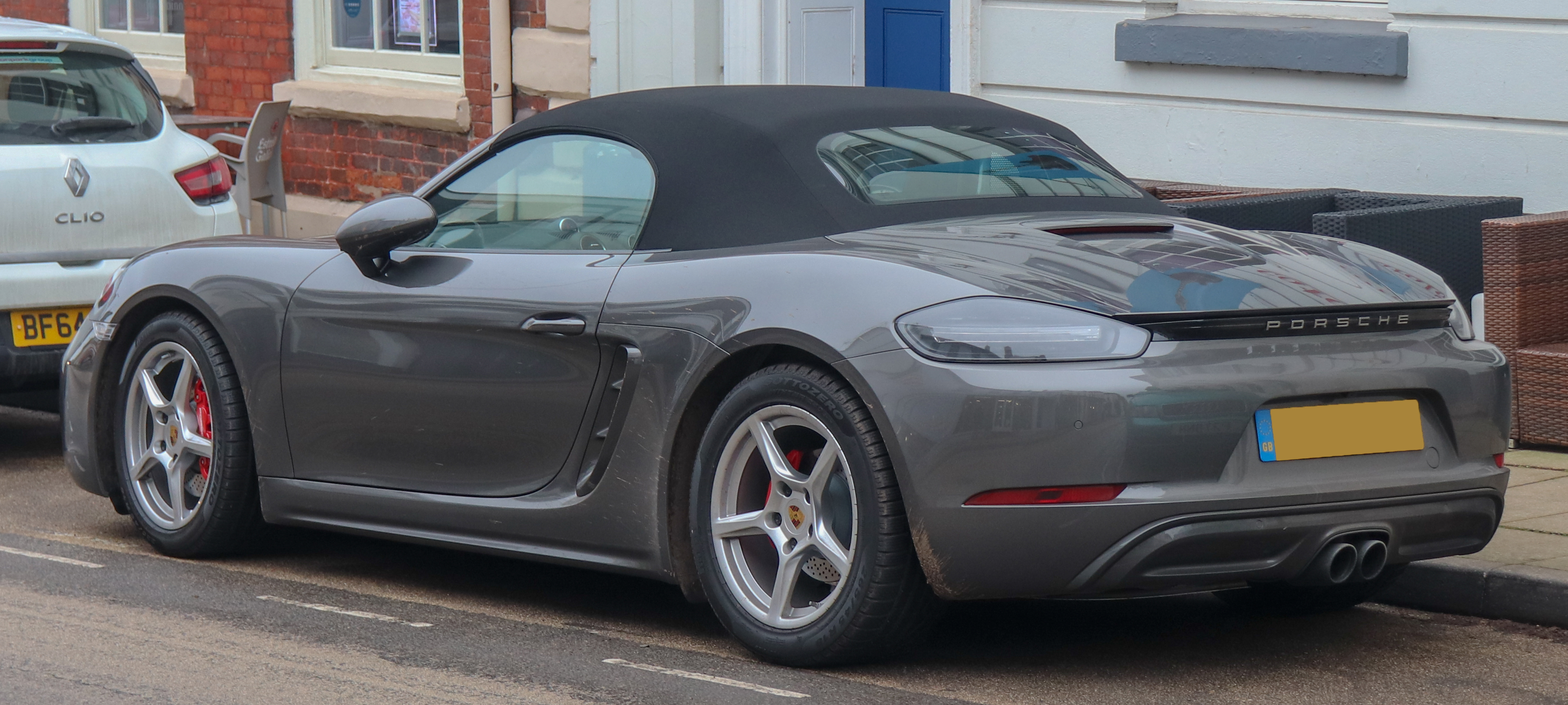

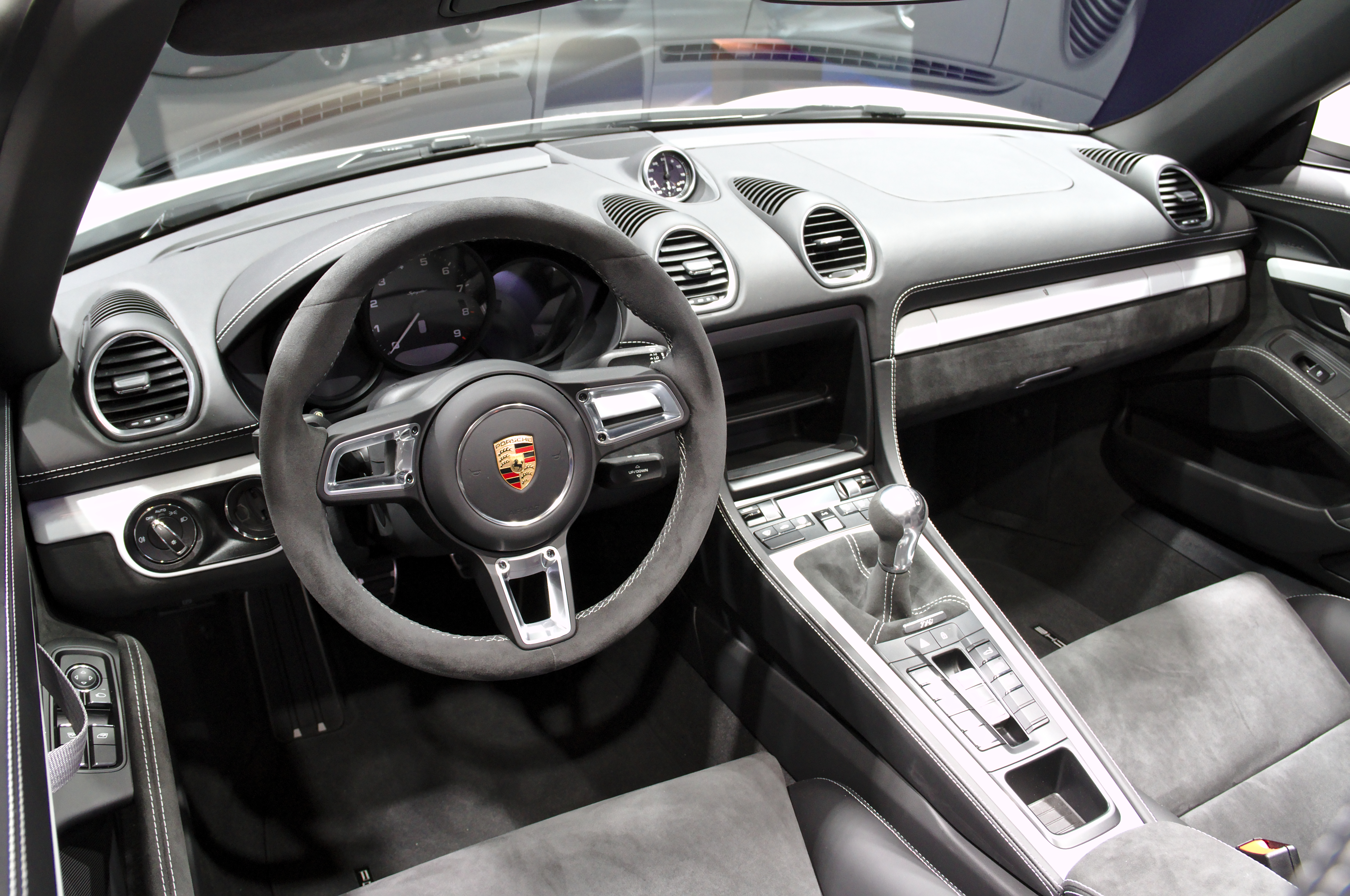

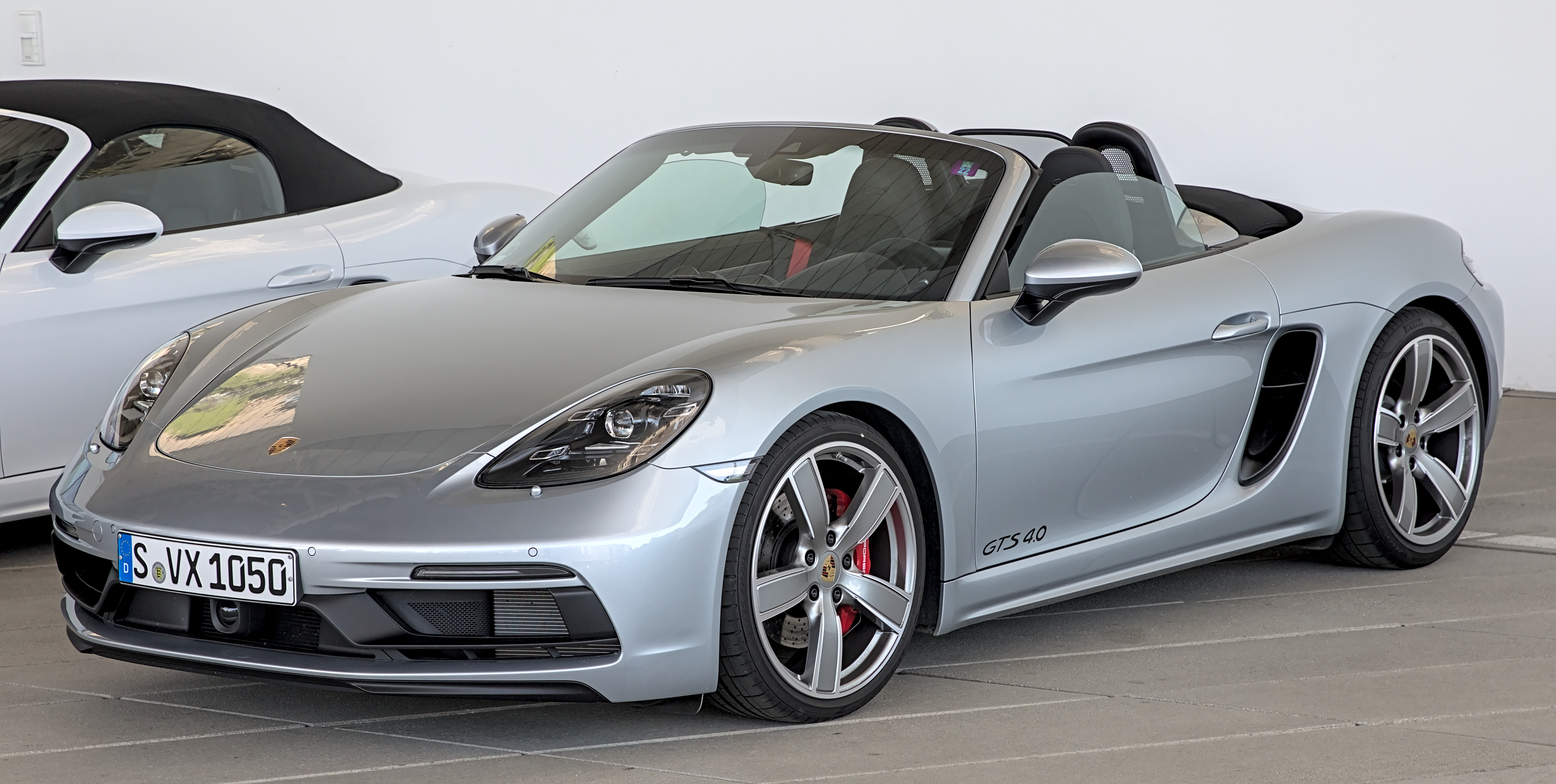
Porsche 718 Boxster GTS 4.0

У нової машини під назвою Porsche 718 Boxster від колишнього кузова залишилася лише кришка переднього багажника, лобове скло і складаний верх. Двигуни ж взагалі сконструйовані інакше: замість 6-циліндрових атмосферних використовуються 4-циліндрові турбовані агрегати об'ємом 2.0 літра (300 к.с.) для моделі Boxster і 2.5 літра (350 к.с.) для Boxster S.
У 2021 році Porsche розширив лінійку комплектацій 718 Spyder версією GTS 4.0. Кабріолет отримав 4,0-літровий 6-циліндровий двигун без наддуву, який видає 420 кінських сил. 

### Двигуни
- 2.0 L MA2.2 turbo Н4 300 к.с. 380 Нм
- 2.5 L MA2.22 turbo Н4 350/365 к.с. 420/430 Нм
- 4.0 L MDG naturally aspirated Н6 400/420 к.с. 420 Нм

## Виробництво і продаж
| Модельний рік | Реалізовано (Авто) | Вироблено (Авто) |
| ------------- | ------------------ | ---------------- |
| 1995/1996     | 19                 | 82               |
| 1996/1997     | 15.876             | 15.902           |
| 1997/1998     | 18.817             | 18.887           |
| 1998/1999     | 20.892             | 22.063           |
| 1999/2000     | 25.747             | 25.865           |
| 2000/2001     | 27.865             | 28.457           |
| 2001/2002     | 21.897             | 21.989           |
| 2002/2003     | 18.411             | 18.788           |
| 2003/2004     | 12.988             | 13.462           |
| 2004/2005     | 18.009             | 20.321           |
| 2005/2006     | 27.906             | 30.680           |
| 2006/2007     | 26.146             | 26.712           |